# Alto Representante para a Bósnia e Herzegovina
O Alto Representante para a Bósnia e Herzegovina, juntamente com o Escritório do Alto Representante na Bósnia e Herzegovina, foram criados em 1995, imediatamente após a assinatura do Acordo de Dayton, que encerrou a Guerra da Bósnia entre 1992 e 1995. O objetivo do Alto Representante é supervisionar a implementação civil do acordo. Ele também serve para representar os países envolvidos na implementação do Acordo de Dayton por meio do Conselho de Implementação da Paz (PIC).

## Lista
| # | Representante | Representante               | Início do Mandato      | Fim do Mandato          | País de Origem |
| - | ------------- | --------------------------- | ---------------------- | ----------------------- | -------------- |
| 1 |               | Carl Bildt                  | 14 de dezembro de 1995 | 17 de junho de 1997     | Suécia         |
| 2 |               | Carlos Westendorp           | 18 de junho de 1997    | 17 de agosto de 1999    | Espanha        |
| 3 |               | Wolfgang Petritsch          | 18 de agosto de 1999   | 26 de maio de 2002      | Áustria        |
| 4 |               | Paddy Ashdown               | 27 de maio de 2002     | 31 de janeiro de 2006   | Reino Unido    |
| 5 |               | Christian Schwarz-Schilling | 1 de fevereiro de 2006 | 30 de junho de 2007     | Alemanha       |
| 6 |               | Miroslav Lajčák             | 1 de julho de 2007     | 28 de fevereiro de 2009 | Eslováquia     |
| 7 |               | Valentin Inzko              | 1 de março de 2009     | 31 de julho de 2021     | Áustria        |
| 8 |               | Christian Schmidt           | 1 de agosto de 2021    | Incumbente              | Alemanha       |